# 拯救少年犯
《拯救少年犯》是张蒲安执导的电视剧，于2002年出品，共22集。

## 剧情简介
该作品取材并且改编于现实中的十个案件，在该作品中，由鲍国安饰演的鲍律师，他通过调查一些少年犯的特点，以及根据这些犯人的背后生活等一些其他原因等后，受到了很大的影响，于是他便决定通过这些事情来警告人们，如何面对家庭以及社会对孩子产生的影响。

## 演员表
- 鲍国安 饰 鲍文同
- 涂黎曼 饰 陈曦
- 卫华 饰 兰毛
- 舒畅 饰 康文静
- 李小萌 饰 刘美娜
- 文章 饰 曹小磊
- 杨立新 饰 吕温良
- 黄梅莹 饰 肖莉
- 吴京安 饰 杨从周
- 廖学秋
- 宋佳
- 唐国强 饰 康文静
- 普超英 饰 康文清
- 高明
- 李明启 饰 陈曦外婆
- 傅彪 饰 父亲
- 何欣 饰 童童
- 黄宗洛

## 相關連結
- 豆瓣链接 （页面存档备份，存于）
- 评价 （页面存档备份，存于）